# Denticeria cardaleae
Denticeria cardaleae är en stekelart som beskrevs av Ian D. Gauld 1984. Denticeria cardaleae ingår i släktet Denticeria och familjen brokparasitsteklar. Inga underarter finns listade i Catalogue of Life.